# Хохлов, Леонид Вячеславович
Леонид Вячеславович Хохлов (род. 16 июня 1980 года) — российский пловец.

## Карьера
24-кратный чемпион России.
Бронзовый призёр чемпионата мира 2001 года в комбинированной эстафете 4×100 м.
Бронзовый призёр чемпионата мира на короткой воде 2002 года в эстафете 4×100 м вольным стилем.
Чемпион Европы 2000 года в эстафете 4×100 м вольным стилем.
Участник Олимпийских игр 2000 года.